# Rhyacophila minor
Rhyacophila minor är en nattsländeart som beskrevs av Banks 1924. Rhyacophila minor ingår i släktet Rhyacophila och familjen rovnattsländor. Inga underarter finns listade i Catalogue of Life.